# Libnotes discobolina
Libnotes discobolina är en tvåvingeart. Libnotes discobolina ingår i släktet Libnotes och familjen småharkrankar.

## Underarter
Arten delas in i följande underarter:
- L. d. catella
- L. d. comorica
- L. d. discobolina